# Trinema

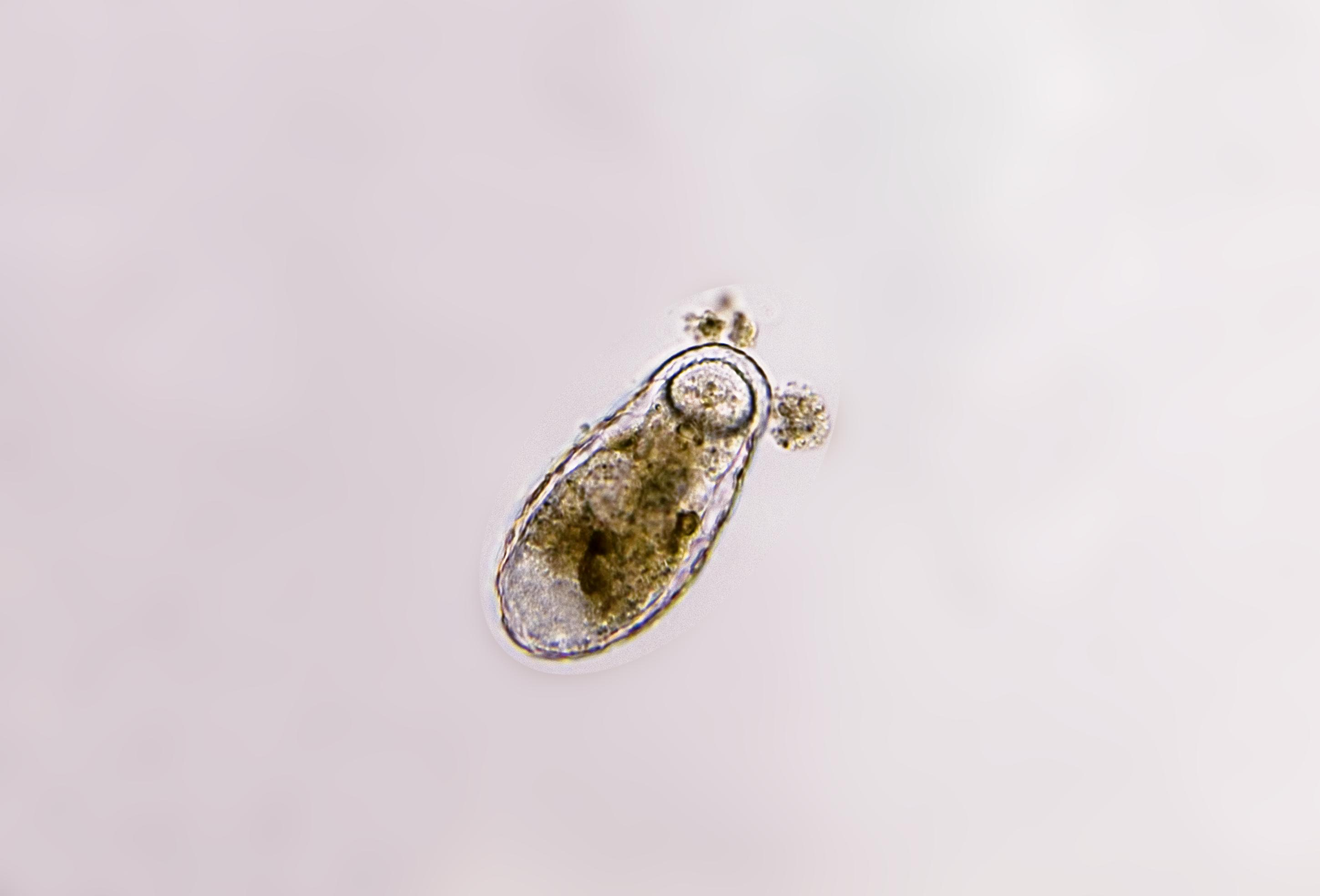
Trinema enchelys

Trinema complanatum

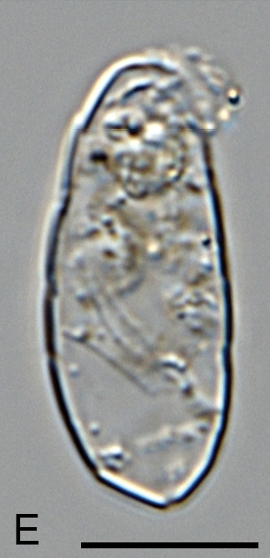
Trinema lineare, Balken 10 µm

Trinema ist eine Gattung von beschalten (Testaten) Amöben in der Gruppe der Cercozoa.
Trinema-Arten sind in Süßwasser- und terrestrischen Lebensräumen verbreitet.
Sie umfasst u. a. die Art Trinema lineare
Die rezente Gattung Trinema Dujardin, 1841 ist nicht identisch mit der fossilen Gastropoden-Gattung Trinema Cook 1997, die inzwischen als  Heideckernema Cook 1998 geführt wird.

## Beschreibung
Trinema ist eine Gattung von Testaten Amöben (Schalenamöben, früher auch Thecamoeben genannt): Amöben, die eine schützende Außenhülle, die so genannte Testa (englisch test), bilden.
Die Testa bestehet hier aus zwei verschiedenen Arten von Schuppen: große kreisförmige Platten und kleinere Platten, die sich zwischen ihnen überlappen. Die Öffnung (engl. aperture) – das Loch, durch das die Scheinfüßchen (Pseudopodien) austreten – ist bei Trinema kreisförmig und befindet sich in der Nähe des Endes der Schale; es ist von gezahnten Schuppen umgeben. Die Trinema-Arten sind „filose“ Amöben, das heißt, sie bewegen sich mittels Filopodien, einer speziellen Form der Scheinfüßchen, fort.

## Arten
Die Arten werden anhand der Größe und Form der Testa und der Öffnung unterschieden; sie weisen erhebliche Unterschiede in ihren morphologischen Merkmalen auf, was ihre Identifizierung erschwert.
Artenliste (mit Stand 18. September 2024):
Gattung Trinema Dujardin, 1841(e,G,J,μ,N,W)
- Trinema chardezi Decloitre, 1981(G,J,μ)[10]
- Trinema chavannesi Decloitre, 1970(G)
- Trinema ciliata Štĕpánek, 1963[10]
- Trinema complanatum Pénard, 1890(e,G,J,μ,W)[11][10]
- Trinema contraria Decloitre, 1961(G,J)
- Trinema cornuta Decloitre, 1961(G,J)
- Trinema enchelys (Ehrenberg, 1838)(N,J)[7] bzw. (Ehrenberg, 1938) Leidy, 1878(G,W)[12][7][13][9][14][10] oder Leidy, 1878(J)
[Trinema acinus Dujardin, 1841(J,W)[14], Difflugia enchelys Ehrenberg, 1838,[14] Arcella enchelys Ehrenberg, 1844(J)](e)
- Trinema galeata (Pénard, 1890) Jung, 1942(G,μ)[12]
- Trinema grandis (Chardez, 1960) Golemansky, 1963(G,J,μ)[10]
- Trinema intermedia Decloitre, 1965[10]
- Trinema leidyi Chardez, 1981(G,J)
- Trinema lineare Pénard, 1890(e,G,J,μ,N,W)[7][15][13][9]
- Trinema lincostoma Decloitre, 1962[10]
- Trinema nassa Decloitre, 1965(G,J)
- Trinema navicularis Decloitre, 1973(G,J)
- Trinema penardi Thomas & Chardez, 1958(G,J,μ)[11][12][10]
- Trinema staryi Balik, 1995(μ)
- Trinema verrucosum France, 1898(G,J)[10]

Quellen:
(e)W– Encyclopedia of Life (eol)
(G)W– Global Biodiversity Information Facility (GBIF)
(J).W– National Institute for Environmental Studies, Japan (NIES)
(N)W– Taxonomie des National Center for Biotechnology Information (NCBI)
(W)μ– World Register of Marine Species (WoRMS)
(μ)W– Microworld